# Pavol Rybár
Pavol Rybár (* 12. říjen 1971, Skalica) je bývalý slovenský reprezentant v ledním hokeji.

## Klubový hokej
Pavol Rybár je brankář. Od sezóny 2000/01 chytal za HC Slovan Bratislava v slovenské hokejové extralize (SHE). Se Slovanem získal třikrát titul mistra Slovenska a to v sezónách 2001/02, 2002/03 a 2004/05. Nosil dres s číslem 29.

### Klubová statistika
- 1999/2000 HC Znojemští Orli
- 2000/2001 HC Slovan Bratislava SHE
- 2001/2002 HC Slovan Bratislava SHE
- 2002/2003 HC Slovan Bratislava SHE
- 2003/2004 HC Slovan Bratislava SHE
- 2004/2005 HC Slovan Bratislava SHE
- 2005/2006 HC Slovan Bratislava SHE

## Reprezentace
Pavol Rybár reprezentoval Slovensko na MS 2000 (stříbro), MS 2001 a MS 2003 (bronz) a ZOH 1998 v Naganu a ZOH 2002 v Salt Lake City. Nosil reprezentační dres číslo 29.